# 쭈스
쭈스(본명: 장준수, 1998년 8월 30일 ~ )는 대한민국의 리그 오브 레전드 프로게이머로 아이디는 Zzus이다. 포지션은 서포터이다.

## 선수 생활
2015 서머 시즌 롱주 IM 소속으로 챌린저스 2에 출전했다. 2016 스프링 시즌 팀의 1군으로 콜업되었다. 롱주에서는 서브 선수로 활동했다.
2018시즌을 앞두고 터키의 유스크루 e스포츠에 입단했다. 유스크루에서는 팀의 주전으로 출전했다.
2019시즌을 앞두고 BBQ 올리버스에 입단했다. 하지만 좋지 못한 모습을 보여주었다. 2019년 5월, 팀을 퇴단했다.
2019년 12월, 러너웨이에 입단했다. 하지만 팀이 챌린저스 승격에 실패하자 팀에서 퇴단했다.
2020년 3월, 스피어 게이밍에 입단했다. 스프링 시즌 좋은 모습을 보여주었다. 서머 시즌에서는 더 나은 모습을 보여주면서 팀의 챌린저스 우승에 기여했다. 시즌 종료 후 챌린저스 올프로 퍼스트팀에 선정되었다.
2021시즌을 앞두고 KT 롤스터에 입단했다. 스프링 시즌에서는 좋은 모습과 그렇지 않은 모습을 번갈아 보여주었다. 서머 시즌에서는 시즌 중반부터 하프와 주전경쟁을 하였다. 점차 주전에 밀리는 모습이었지만 다시 팀의 주전으로 도약하는데 성공했다. 2021시즌 종료 후 팀에서 퇴단했다.

## 소속팀
| # | 팀명             | 소속 기간             | 소속 리그 | 비고 |
| - | ---------------- | --------------------- | --------- | ---- |
| 1 | 롱주 IM          | 2016.01.06~2017.11.22 | LCK       |      |
| 2 | 유스크루 e스포츠 | 2017.12.30~2018.07.30 | TCL       |      |
| 3 | BBQ 올리버스     | 2018.12.14~2019.05.16 | CK        |      |
| 4 | 러너웨이         | 2019.12.04~2019.12.27 | 아마추어  |      |
| 5 | 스피어 게이밍    | 2020.03.26~2020.12.18 | CK        |      |
| 6 | KT 롤스터        | 2020.12.18~2021.11.15 | LCK       |      |

## 수상 내역
- IEM 시즌 11 오클랜드 4강
- 리그 오브 레전드 챔피언스 코리아 서머 2017 우승
- 리그 오브 레전드 챌린저스 코리아 서머 2020 우승
- 리그 오브 레전드 챌린저스 코리아 서머 2020 올프로 퍼스트팀